# Psilocurus caudatus
Psilocurus caudatus är en tvåvingeart som beskrevs av Samuel Wendell Williston  1901. Psilocurus caudatus ingår i släktet Psilocurus och familjen rovflugor. Inga underarter finns listade i Catalogue of Life.